# Dean Metropoulos
Charles Dean Metropoulos (Trípoli, Grecia; 5 de mayo de 1946)es un inversor y empresario multimillonario griego-estadounidense. Era el propietario de Pabst Brewing Company, que fue fundada por Jacob Best en 1844. En la lista Forbes 2025 de los multimillonarios del mundo, ocupa el puesto 1029 con un patrimonio neto de 3.400 millones de dólares.

## Primeros años
Metropoulos tenía diez años cuando él y sus padres emigraron de Grecia a Estados Unidos y llegaron a Watertown, Massachusetts. 
Metropoulos tiene una licenciatura y un MBA de Babson College, ubicado en Wellesley, Massachusetts. 
A los 25 años, fue a Ginebra, Suiza, para convertirse en director financiero de las operaciones europeas, de Medio Oriente y africanas de GTE International (ahora Verizon). Posteriormente regresó a Estados Unidos como el interventor más joven de la empresa. 

## Carrera
En 1981, Metropolous realizó su primera adquisición de Stella Foods Inc., una empresa de queso con sede en Vermont, que luego vendió a Robert Bass por 375 millones de dólares. 
Algunas de las transacciones de capital privado de compra-construcción de Metropoulos han incluido Pinnacle Foods, Ghirardelli Chocolate Company, International Home Foods, Pabst Brewing Company, The Morningstar Group, Inc. (vendido a Suiza Foods, que se ha convertido en Dean Foods), Solar Marine ("una empresa privada de transporte internacional de carga seca con sede en Europa"), Bumble Bee Foods, Vlasic Pickles y champan Mumm's / Perrier-Jouët . 
Metropoulos es el presidente ejecutivo y director ejecutivo de C. Dean Metropoulos & Company. La empresa fue fundada en 1993 y tiene su sede en Greenwich, Connecticut.  A partir de 2011, C. Dean Metropoulos & Co. ha estado involucrado en más de 72 adquisiciones con más de $12 mil millones en capital invertido. La empresa es propietaria conjunta de Hostess Brands junto con Apollo Global Management.
En septiembre de 2014, el empresario estadounidense Eugene Kashper , respaldado por TSG Consumer Partners , anunció un acuerdo para adquirir Pabst Brewing de C. Dean Metropoulos & Co por 700 millones de dólares.  La venta representó una ganancia de $550 millones más de lo que la compañía pagó por ella en 2010. Bumble Bee Tuna es otra marca propiedad de una compañía "comprada y volteada" por la firma. 
El 7 de julio de 2015 hubo rumores sobre una oferta pública inicial de Hostess Brands. Metropoulos afirmó que no había ningún plan para una IPO. En julio de 2016, se anunció una oferta pública inicial de Hostess.
En febrero de 2021, Nestlé SA acordó vender la mayoría de sus marcas de agua embotellada en América del Norte, incluidas Polonia Spring, Arrowhead y Pure Life, a Metropoulos & Co y One Rock Capital Partners LLC por 4.300 millones de dólares. 

## Vida personal
Metropoulos vive en Palm Beach, Florida, con su esposa  Marianne, quien en 2011 fue presidenta y directora de Aegean Entertainment, una productora cinematográfica en Beverly Hills. Son padres de sus hijos Evan y Daren. Daren compró la Mansión Playboy por 100 millones de dólares en 2016. 